# Merino Jarpa
Merino Jarpa è un'isola del Cile meridionale nell'oceano Pacifico, che fa parte della Regione di Aysén e della provincia di Capitán Prat, nel comune di Tortel.
Da circa 6 000 anni le coste di queste isole erano abitate dal popolo Kaweshkar. All'inizio del XXI secolo, la popolazione si era praticamente estinta decimata dai colonizzatori.

## Geografia
Merino Jarpa è situata all'interno del continente, circondata da fiordi e canali dove sfocia il fiume Baker; il maggiore di questi è il canale Baker che corre lungo la costa sud dell'isola e si apre nel golfo di Penas. A nord dell'isola si trova il canale Martínez. L'isola ha una superficie di 430,4 km².